# Red Red Wine
Red Red Wine är en låt skriven och först lanserad av Neil Diamond på hans album Just for You 1967. Låten handlar om en person som tröstar sig med att dricka rött vin. När Diamond lämnade sitt skivbolag Bang Records, gav de ut en omarbetad version av låten som singel 1968 vilken nådde plats 62 på Billboard Hot 100-listan. Den spelades året därpå in av reggaesångaren Tony Tribe som fick en mindre hit med den i Storbritannien där den nådde plats 46 på singellistan.
Den brittiska reggaegruppen UB40 spelade inspirerade av Tony Tribes version in låten till sitt coveralbum Labour of Love 1983 och släppte den även som singel. Vid tidpunkten var de omedvetna om att den Diamond som angavs som upphovsman var Neil Diamond. UB40-versionen innehåller även en tillagd rap eller "toast" av medlemmen Astro. Låten kom nu att bli en mycket stor internationell hit och toppade den brittiska singellistan. Ett nysläpp av låten 1988 toppade även den amerikanska singellistan.

## Listplaceringar, UB40
- Billboard Hot 100, USA: #34 (1983) #1 (1988)[3]
- UK Singles Chart, Storbritannien: #1[4]
- Tyskland: #12
- Belgien: #1[5]
- Nederländerna: #1[6]
- Schweiz: #8[7]
- Österrike: #5[8]
- VG-lista, Norge: #10[8]
- Topplistan, Sverige: #14[9]